# Cauchy–Schwarz olikhet
Cauchy-Schwarz olikhet, alternativt Cauchys olikhet, Schwarz olikhet eller Cauchy-Bunyakovski-Schwarz olikhet, matematisk olikhet uppkallad efter Augustin Louis Cauchy,  Viktor Jakovlevitj Bunjakovskij samt Hermann Amandus Schwarz. Olikheten är användbar i en mängd olika områden inom matematiken, som till exempel linjär algebra, för serier och integraler samt för varianser och kovarianser.
Olikheten säger den att om {\displaystyle x} och {\displaystyle y} är vektorer i reella eller komplexa inre produktrum så gäller att
{\displaystyle |\langle x,y\rangle |^{2}\leq \langle x,x\rangle \cdot \langle y,y\rangle .}
Likhet gäller om och endast om {\displaystyle x} och {\displaystyle y} är linjärt beroende (i en geometrisk tolkning betyder detta att de är parallella). Detta kan jämföras med egenskapen att den inre produkten mellan två vektorer är noll om de är ortogonala (i den geometriska tolkningen vinkelräta).
Man kan även definiera Cauchy-Schwarz olikhet med hjälp av normen till sitt inre produktrum:
{\displaystyle |\langle x,y\rangle |\leq \|x\|\cdot \|y\|.\,}
Olikheten kan även skrivas för serier
{\displaystyle \left(\sum _{k=1}^{n}a_{k}b_{k}\right)^{2}\leq \sum _{k=1}^{n}a_{k}^{2}\sum _{k=1}^{n}b_{k}^{2},}
samt på integralform om f och g är komplexvärda funktioner av x:
{\displaystyle \left|\int _{a}^{b}f(x)g(x)\,dx\right|^{2}\leq \int _{a}^{b}|f(x)|^{2}\,dx\int _{a}^{b}|g(x)|^{2}\,dx.}
Likhet inträffar i summa-varianten om talföljderna {\displaystyle a_{k}} och {\displaystyle b_{k}} är proportionella, med samma konstant för alla {\displaystyle k}, det vill säga {\displaystyle a_{k}=cb_{k}}, där {\displaystyle c} är ett reellt tal. Likhet i integralversionen inträffar mer eller mindre analogt (det blir naturligtvis fler detaljer, eftersom funktionerna inte nödvändigtvis behöver vara kontinuerliga utan exempelvis styckvis kontinuitet räcker).
Cauchy 1821 lyckades visa olikheten skrivet med normen för rella vektorer i ett ändligt-dimensionellt rum, och 1859 insåg hans student att man genom att gå i gräns kan få olikheten på integralform. 1885 tog Schwarz fram det generella resultatet för inre produktrum. 

## Bevis

### Inre produkt
Olikheten gäller trivialt då y = 0, vilket gör att vi kan anta att <y, y> är nollskilt. Låt {\displaystyle \lambda } vara ett komplext tal. Då gäller att 
{\displaystyle 0\leq \left\|x-\lambda y\right\|^{2}=\langle x-\lambda y,x-\lambda y\rangle }
{\displaystyle =\langle x,x\rangle -\lambda \langle x,y\rangle -{\bar {\lambda }}\langle y,x\rangle +|\lambda |^{2}\langle y,y\rangle .}
Genom att välja 
{\displaystyle \lambda ={\overline {\langle x,y\rangle }}\cdot \langle y,y\rangle ^{-1}}
får vi
{\displaystyle 0\leq \langle x,x\rangle -|\langle x,y\rangle |^{2}\cdot \langle y,y\rangle ^{-1}}
vilket är ekvivalent med
{\displaystyle |\langle x,y\rangle |^{2}\leq \langle x,x\rangle \cdot \langle y,y\rangle }
samt
{\displaystyle {\big |}\langle x,y\rangle {\big |}\leq \left\|x\right\|\left\|y\right\|.}
Vilket skulle visas.

### Serier
För serier kan olikheten bevisas med matematisk induktion. För serier med en term säger olikheten att
{\displaystyle (a_{1}b_{1})^{2}\leq a_{1}^{2}b_{1}^{2}}
vilket uppenbarligen är sant. För en serie med två termer säger olikheten att
{\displaystyle (a_{1}b_{1}+a_{2}b_{2})^{2}\leq (a_{1}^{2}+a_{2}^{2})(b_{1}^{2}+b_{2}^{2})}
vilket är ekvivalent med
{\displaystyle a_{1}^{2}b_{1}^{2}+2a_{1}b_{1}a_{2}b_{2}+a_{2}^{2}b_{2}^{2}\leq a_{1}^{2}b_{1}^{2}+a_{1}^{2}b_{2}^{2}+a_{2}^{2}b_{1}^{2}+a_{2}^{2}b_{2}^{2}}
{\displaystyle 0\leq (a_{1}b_{2})^{2}-2a_{1}b_{1}a_{2}b_{2}+(a_{2}b_{1})^{2}}
{\displaystyle 0\leq (a_{1}b_{2}-a_{2}b_{1})^{2}.}
Då den sista termen, på grund av kvadraten, alltid är positiv eller noll, måste satsen gälla för serier med två termer.
Antag nu att satsen gäller för serier {\displaystyle n} termer, och vi bevisar att satsen gäller för {\displaystyle n+1} termer.
Vi vet då att
{\displaystyle a_{1}b_{1}+a_{2}b_{2}+\dots +a_{n}b_{n}+a_{n+1}b_{n+1}\leq (a_{1}^{2}+a_{2}^{2}+\dots +a_{n}^{2})^{\frac {1}{2}}(b_{1}^{2}+b_{2}^{2}+\dots +b_{n}^{2})^{\frac {1}{2}}+a_{n+1}b_{n+1}}
eftersom vi har antagit att olikheten gäller för serier med {\displaystyle n} termer. Vi vet också att
{\displaystyle \alpha \beta +cd\leq (\alpha ^{2}+c^{2})^{\frac {1}{2}}(\beta ^{2}+d^{2})^{\frac {1}{2}}}
då detta är olikheten för serier med två termer. Om vi sätter
{\displaystyle \alpha =(a_{1}^{2}+a_{2}^{2}+\dots +a_{n}^{2})^{\frac {1}{2}}}
{\displaystyle \beta =(b_{1}^{2}+b_{2}^{2}+\dots +b_{n}^{2})^{\frac {1}{2}}}
{\displaystyle c=a_{n+1}\,}
{\displaystyle d=b_{n+1}\,}
följer det från uttrycket ovan att
{\displaystyle (a_{1}^{2}+a_{2}^{2}+\dots +a_{n}^{2})^{\frac {1}{2}}(b_{1}^{2}+b_{2}^{2}+\dots +b_{n}^{2})^{\frac {1}{2}}+a_{n+1}b_{n+1}\leq (a_{1}^{2}+a_{2}^{2}+\dots +a_{n}^{2}+a_{n+1}^{2})^{\frac {1}{2}}(b_{1}^{2}+b_{2}^{2}+\dots +b_{n}^{2}+b_{n+1}^{2})^{\frac {1}{2}}}
som visar att olikheten är giltig för alla ändliga serier.

## Konsekvenser
Olikheten gör det möjligt att definiera "vinkeln" mellan två vektorer, även om dessa ligger i ett rum som inte uppfyller euklidisk geometri, och stödjer uppfattningen att inre produktrum är generaliseringar av euklidiska rum. Ytterligare en viktig konsekvens är att den inre produkten är kontinuerlig.
En viktig ganska direkt konsekvens av Cauchy-Schwarz olikhet är triangelolikheten för generella inre produktrum. Speciellt ger den därmed vanliga triangelolikheten för {\displaystyle \mathbb {R} ^{2}} och {\displaystyle \mathbb {C} .}
Den används även i matematisk analys för uppskattningar, då särskilt inom {\displaystyle L^{2}}-teori och vid partiella differentialekvationer. En generalisering ges av Hölders olikhet, som har liknande användningsområde (men inom teorin för {\displaystyle L^{p}}). 
Dessutom kan Cauchy-Schwarz olikhet användas för att visa Bessels olikhet.